# 105 Artemis
Artemis /ˈɑːrtɪmɪs/ (định danh hành tinh vi hình: 105 Artemis) là một tiểu hành tinh lớn ở vành đai chính. Nó là tiểu hành tinh kiểu C, nghĩa là rất tối. Thành phần cấu tạo của nó là cacbonat. Ngày 16 tháng 9 năm 1868, nhà thiên văn học người Mỹ gốc Canada James C. Watson phát hiện tiểu hành tinh Artemis khi ông thực hiện quan sát ở Ann Arbor, Michigan và đặt tên nó theo tên Artemis, nữ thần Mặt Trăng trong thần thoại Hy Lạp.